# Philo McCullough
Philo McCullough (San Bernardino, 16 januari 1893 - Burbank, 5 juni 1981) was een Amerikaanse filmacteur. Tussen 1914 en 1969 verscheen hij in 255 films.

## Gedeeltelijke filmografie
- The Livid Flame (1914)
- Neal of the Navy (1915)
- The Red Circle (1915)
- Pay Dirt (1916)
- Shadows (1916)
- The Neglected Wife (1917)
- The Legion of Death (1918)
- Happy Though Married (1919)
- The Untamed (1920)
- More to Be Pitied Than Scorned (1922)
- Hook and Ladder (1924)
- The Wife of the Centaur (1924)
- The Bar-C Mystery (1926)
- The Power of the Press (1928)
- The Show of Shows (1929)
- The Phantom of the West (1931)
- The Vanishing Legion (1931)
- The Road to Reno (1931)
- Heroes of the West (1932)
- Tarzan the Fearless (1933)